# Фарфоровый павильон
«Фарфоровый павильон: Китайские стихи» — седьмой сборник стихов Николая Гумилёва, выпущенный в 1918 году петроградским журналом «Гиперборей».

## Публикация
Сборник был издан в начале июля 1918, почти в одно время с «Костром» и «Миком», вскоре после того как Гумилев вернулся из-за границы. В состав этой публикации вошли стихотворения на экзотическую дальневосточную тематику, разделенные на два отдела: «Китай» и «Индокитай». Стихи из первой части формально являются переводами китайской поэзии и в архивном Альбоме Гумилева для каждого указан автор, но известно, что поэт пользовался сборниками французских переводов Жюдит Готье, Юара и других, и опубликованные в «Фарфоровом павильоне» стихи являются вольными переложениями, а не переводами в строгом смысле слова, к тому же «Соединение» было впоследствии напечатано в сборнике «К Синей звезде» как авторское. Редакторы вашингтонского собрания сочинений Г. П. Струве и Б. А. Филиппов опубликовавшие стихи «Фарфорового павильона» как переводы, привели имена китайских авторов, согласно Альбому.

## Состав сборника

### Китай
- Фарфоровый павильон (Ли Бо; в Альбоме Ли Тай Пе)
- Луна на море (Ли Вэй; в Альбоме «Лунный свет», автор Ли Сун Чан)
- «Сердце радостно, сердце крылато…» (в издании 1922 года. Чжан Цзи; в Альбоме «Отражение гор», автор Чан Чи)
- Природа (Юань Цзе; в Альбоме «В лодке», автор Уан Тие)
- Дорога (в Альбоме «Лунный свет», автор Тзе Тие)
- Три жены мандарина (Цзяо Жань; Альбоме Сао Нан)
- Счастье (Ли Бо; в Альбоме «Песня на реке», автор Ли Тай Пе)
- Соединение (Цзяо Жань; в Альбоме «Вечером», автор Сао Нан)
- Странник (Ду Фу; в Альбоме «Флейта осени», автор Чу Фу)
- Поэт (Чжан Жо-Сюй; в Альбоме «Поэт, смотрящий на луну», автор Тан Ио Су)
- Дом (Ду Фу; в Альбоме «Дом в сердце», автор Чу Фу)

### Индокитай
- Аннам
- Девушки
- Детская песенка
- Лаос
- Кха

## Критика
На публикацию откликнулись те же критики, что написали рецензии на «Костер». Вадим Шершеневич, («Свободный час» 1918, № 7), писавший под псевдонимом «Г. Гальский»  находит стихи этого сборника милыми подражаниями китайскому и не более того, Гумилеву же, столь много обещавшему, мало, ро мнению критика, быть просто милым — для этого в Петрограде найдется с десяток молодых эстетов, которым просто не дано писать оригинальные стихи.
Василий Гиппиус в заметке, впервые опубликованной в 1994 году, назвал сборник китайским пряником, адресовав ему те же упреки, что и предыдущей книге.
Положительную рецензию на сборник дал А. А. Смирнов («Творчество», 1919, № 1).
Второе издание вышло в 1922 году, в него было добавлено стихотворение «Сердце радостно, сердце крылато…»